# E invece sì
E invece sì è un singolo del cantautore italiano Bugo, pubblicato il 4 marzo 2021, come primo estratto dal decimo album in studio Bugatti Cristian.

## Descrizione
Il brano è stato eseguito per la prima volta durante la seconda serata del Festival di Sanremo 2021, dove si è classificato 24º.

## Video musicale
Il videoclip del brano, diretto da Francesco Lagi, è stato pubblicato contestualmente all'uscita del singolo sul canale YouTube del cantautore.

## Tracce
1. E invece sì – 3:52 (Cristian Bugatti, Simone Bertolotti, Andrea Bonomo)

## Classifiche
| Classifica (2021) | Posizione massima |
| ----------------- | ----------------- |
| Italia            | 36                |